# 加利内罗德卡梅罗斯
加利内罗德卡梅罗斯，是西班牙拉里奥哈自治区的一个市镇。总面积11平方公里，总人口25人（2001年），人口密度2人/平方公里。